# ريتشارد إل. برغر
ريتشارد إل. برغر (بالإنجليزية: Richard L. Burger)‏ هو عالم آثار أمريكي، ولد في 1950 في الولايات المتحدة.